# Лавров, Алексей Михайлович
Алексе́й Миха́йлович Лавро́в (р. 30 июня 1959, Казань, Татарская АССР, СССР) — российский государственный деятель, учёный в области управления общественными финансами. Заместитель министра финансов Российской Федерации (с 2011). Кандидат географических наук (1985). Профессор, заведующий кафедрой финансового менеджмента в государственном секторе факультета государственного и муниципального управления Высшей школы экономики.
Действительный государственный советник Российской Федерации 1-го класса.

## Биография
С августа 1976-го по август 1977 года лаборант Казанского государственного университета имени В. И. Ульянова-Ленина.
В 1982 году окончил географический факультет Московского государственного университета имени М. В. Ломоносова по кафедре экономической географии СССР (в настоящее время — кафедра экономической и социальной географии России); специальность — «Экономическая география». В 1985 году там же окончил аспирантуру и защитил диссертацию на соискание учёной степени кандидата географических наук под руководством профессора Татьяны Калашниковой. Стажировался в Бирмингемском университете и в Организации экономического сотрудничества и развития.
В марте 1986-го — ноябре 1992 года был последовательно младшим научным сотрудником, старшим научным сотрудником и ведущим научным сотрудником Центрального научно-исследовательского экономического института (ЦЭНИИ) при Госплане РСФСР.
С июля 1994 года по сентябрь 1997 года — главный аналитик, консультант, советник Администрации Президента Российской Федерации.
В июне — сентябре 1998 года — советник заместителя Председателя Правительства Российской Федерации.
С ноября 1998-го по ноябрь 2002 года — советник, заместитель руководителя Департамента межбюджетных отношений — начальник отдела Министерства финансов Российской Федерации. В ноябре 2002 года назначен руководителем департамента (с мая 2004 года — директор, с июля 2008 года — департамента бюджетной политики и методологии). С августа 2004 года — член коллегии Минфина России. В июне 2011 года председателем правительства РФ Владимиром Путиным был назначен восьмым заместителем министра финансов Российской Федерации Алексея Кудрина для курирования вопросов бюджетных реформ, формирования государственных программ и государственного финансового контроля.
Алексей Лавров считается одним из создателей программно-целевого формирования бюджета, ориентированного на конечный результат с постепенным переходом к программному бюджету. Министерством финансов был разработан перечень из 40 государственных программ, которые должны были прийти на смену федеральным целевым программам в 2012 году. Назначение Лаврова заместителем министра преследовало цель разработки схемы бюджетного планирования в целях повышения эффективности бюджетных расходов на региональном уровне.
В 2009 году начал преподавать в Высшей школе экономики (ВШЭ). Профессор, заведующий кафедрой финансового менеджмента в государственном секторе факультета государственного и муниципального управления Высшей школы экономики. Читает учебные курсы «Управление общественными финансами» и «Бюджетная система и реформирование управления общественными финансами». Член Учёного совета факультета государственного и муниципального управления. В 2013 году получил благодарность Высшей школы экономики, в 2014 году стал одним из победителей конкурса «Лучший преподаватель» — по результатам студенческого голосования.
Президент Российского Общества дружбы с Кубой (с 2018 г), член с 2013 г., в 2015-2018 гг. в составе Президиума данной организации в качестве первого вице-президента – исполнительного директора.
Владеет английским языком.

## Награды
- Орден Почёта (2011)
- Медаль ордена «За заслуги перед Отечеством» I степени (2006)
- Медаль ордена «За заслуги перед Отечеством» II степени (2002)
- Медаль «В память 300-летия Санкт-Петербурга» (2003)
- Почётная грамота Президента Российской Федерации (1 сентября 2012) — за заслуги в области экономики, финансовой деятельности и многолетнюю добросовестную работу
- Почётная грамота Правительства Российской Федерации (2001)
- Благодарность Президента Российской Федерации (2004, 2006, 2010, 2011)
- Благодарность Правительства Российской Федерации (2007)
- Орден «За верность долгу» (2019, Республика Крым)[4]
- Нагрудный знак «Отличник финансовой работы» Министерства Финансов Российской Федерации (2004)
- Медаль «10 лет Евразийскому экономическому союзу» (2013, Высший Евразийский экономический совет)[5]